# زیردریایی یو-۱۲۲۵
زیردریایی یو-۱۲۲۵ (به انگلیسی: German submarine U-1225) یک زیردریایی بود که طول آن ۷۶٫۷۶ متر (۲۵۱ فوت ۱۰ اینچ) و ارتفاع آن ۹٫۶ متر (۳۱ فوت ۶ اینچ) بود. این زیردریایی در سال ۱۹۴۳ ساخته شد.